# Machimus gertschi
Machimus gertschi là một loài ruồi trong họ Asilidae. Machimus gertschi được Bromley miêu tả năm 1951. Loài này phân bố ở vùng Tân nhiệt đới.